# Chivelstone
Chivelstone är en by och en civil parish i South Hams i Devon i England. Orten har 280 invånare (2011). Byn nämndes i Domedagsboken (Domesday Book) år 1086, och kallades då Cheveletone/Cheveletona. Det inkluderar (parish council) Ford, Lannacombe och South Allington.